# Piatã FM
Piatã FM é uma emissora de rádio de Salvador (Bahia), transmite hits populares, especialmente pagode. Sua sintonia é 94.3 MHz e opera com 105 Kw. A Piatã ocupa a segunda posição geral em audiência em Salvador e região metropolitana, atrás da GFM. No entanto, lidera em número total de ouvintes na cidade, com mais de 740 mil, de acordo com a Kantar IBOPE Media.
De acordo com o Sindicato das Agências de Propaganda da Bahia (Sinapro-Bahia), a Piatã FM liderou o ranking do IBOPE por 20 anos consecutivos, de junho de 1995 a dezembro de 2015. Durante esse período, a estação perdeu brevemente o primeiro lugar para a GFM.
A Piatã é uma estação de rádio conhecida pela programação extremamente popular e claramente voltada ao pagode baiano. A emissora revelou diversos artistas dessa cena musical nos anos 90 e 2000, como É o Tchan!, Pagodart, Parangolé, entre outros grupos.
Em outubro de 2022, a Piatã FM inaugurou um estúdio vitrine no Shopping Bela Vista, no bairro do Cabula. Seus transmissores e torre permanecem na antiga sede da emissora, em Brotas. A emissora é ouvida por mais de um milhão de ouvintes mensais.

## História
Foi fundada no ano de 1978, por Wilson Menezes, então proprietário da Rádio Excelsior da Bahia. Começou a funcionar em um prédio na Rua da Ajuda, no Centro Histórico de Salvador. Posteriormente, passou a funcionar na Praça da Sé. No ano de 1982, foi adquirida pelo deputado estadual Cristovão Ferreira, um apaixonado pelo samba e pelo rádio. Ouvinte assíduo do Roda de Samba, Cristóvão viu nesse programa o estímulo que precisava para adquirir a emissora. O programa é um dos mais antigos do FM baiano, estando no ar até hoje.
A emissora chegou a conquistar o segundo maior índice de audiência média no Brasil, no ano de 2001.
Em janeiro de 2021, uma parceria foi estabelecida entre a emissora e o site BNews para a estreia de um programa de notícias chamado BNews Agora.
Em fevereiro de 2022, a Piatã FM transferiu-se para a ala norte do Shopping Bela Vista, num espaço com dois andares e área 'instagramável'. Em abril, a Piatã FM firmou parceira com a empresa Success, agência especializada em planejamento de mídia no rádio. Passando a ter representante em São Paulo e no Rio de Janeiro. Em maio, ocorreu o retorno de Cristóvão Júnior como sócio da Piatã FM. Cristóvão Júnior é um ex-vereador e filho do ex-proprietário da estação. Nessa ocasião, ele voltou a ter uma participação acionária de 25% na emissora.
Em 8 de agosto de 2023, o empresário do ramo musical Léo Góes adquiriu 25% das ações da Piatã FM, que pertenciam a Cristóvão Júnior, enquanto o restante permaneceu com a Família Daltro de Castro Ferreira.

## Programas
- Bom Dia Amizade
- P Notícias
- Swingão
- Pra Quebrar
- Momentos de Amor
- Top 10
- Roda de Samba
- Tarde Livre
- Baladão Piatã
- Hora Certa
- Misturaê
- Boteco Piatã
- Esquente Piatã
- Hora da Fé
- Madrugada Piatã
- Buxixo

## Locutores
- Luan Dias
- Jhonny Bb
- Léo Fera
- Nanny Moreno
- Sergio Dias
- Gomes Nascimento

## Extintos
- A Hora do Pida
- Swing 94
- Noite do Prazer
- Sucessos Piatã
- Forroteria Piatã
- Levada de Sucessos